# Saint-Germain-du-Puy
Saint-Germain-du-Puy – miejscowość i gmina we Francji, w Regionie Centralnym, w departamencie Cher.
Według danych na rok 1990 gminę zamieszkiwało 5085 osób, a gęstość zaludnienia wynosiła 235 osób/km² (wśród 1842 gmin Regionu Centralnego Saint-Germain-du-Puy plasuje się na 68. miejscu pod względem liczby ludności, natomiast pod względem powierzchni na miejscu 603.).